# Pirates of the Caribbean: On Stranger Tides
Pirates of the Caribbean: On Stranger Tides is een Amerikaanse fantasy/avonturenfilm uit 2011. Het is de vierde film in de Pirates of the Caribbean-filmserie, met in de hoofdrol Johnny Depp als Jack Sparrow. Deel 4 is het eerste deel dat in 3D is opgenomen. Andere rollen in de film worden vertolkt door Penélope Cruz, Ian McShane en Geoffrey Rush. De film is gedistribueerd door Walt Disney Pictures. Met een budget van US$ 379 miljoen was het tot december 2022 de duurste film ooit.

## Verhaal
De film opent met een vissersboot op zee. Twee vissers halen hun netten binnen, waarin zich een man bevindt. De man wordt meegenomen naar Cádiz in Spanje, waar hij vertelt dat hij het schip van Juan Ponce de León zou ontdekt hebben. De Spaanse koning Ferdinand is geïnteresseerd, vooral wegens de legende van de Fontein van de Eeuwige Jeugd en laat een expeditie opzetten.
Ondertussen reist Jack Sparrow af naar Londen omdat daar een man actief zou zijn die zich voor hem zou uitgeven. De nep-Jack is ook bezig een bemanning te ronselen voor de reis naar de legendarische Fontein van de Eeuwige Jeugd. In Londen ontmoet Jack zijn voormalige eerste stuurman Joshamee Gibbs weer, die voor Jack Sparrow werd gehouden en daarom gevangen is genomen en spoedig zal worden opgehangen wegens piraterij. Sparrow bevrijdt hem, maar de twee worden spoedig weer gevangen en naar koning George II gebracht. Deze heeft lucht gekregen dat de Spanjaarden op zoek zouden zijn naar de Fontein, en wil dat Jack een Britse expeditie zal leiden om de Fontein het eerst te vinden. Een ander lid van de expeditie is Jacks oude rivaal, Hector Barbossa, die de Black Pearl is kwijtgeraakt (tot groot ongenoegen van Jack) en nu als kaper werkt in dienst van de Britse koninklijke Marine.
Jack voelt hier alles weinig voor en ontsnapt. Hij wordt gevonden door zijn vader, kapitein Teague. Deze waarschuwt Jack dat de Fontein eenieder die ervan wil drinken zal testen, en dat Jack bepaalde voorwerpen nodig heeft om het eeuwige leven te ontvangen. Jack ontdekt vervolgens dat de persoon die zich voor hem uitgaf een vrouw is, Angelica, zijn voormalige geliefde. Angelica vertelt Jack dat ze hem nodig heeft bij de reis naar de Fontein, en vraagt Jack om mee te gaan. Jack heeft geen keus en wordt verdoofd door Angelica's assistent. Jack ontwaakt op een schip en ontdekt dat hij nu een matroos is aan boord van de Queen Anne's Revenge. De crew vertelt Jack dat de kapitein niemand minder is dan de beruchte piraat Blackbeard, maar Jack gelooft dit allemaal niet en zet de crew tot muiterij aan. De muiterij mislukt wanneer Blackbeard echt verschijnt. Kort daarop vertelt Angelica dat zij de eerste stuurman is van het schip en dat Blackbeard haar vader is. Blackbeard dwingt Jack om hem naar de Fontein te brengen. Ondertussen voegt Gibbs zich bij Barbossa en de Britten.
Aan boord van Blackbeards schip, de Queen Anne's Revenge, onthult Angelica dat het water uit de Fontein gedronken moet worden uit kelken die ooit toebehoorden aan Ponce de León, en dat in één kelk de traan van een zeemeermin moet zitten. Wie drinkt uit de kelk met de traan verkrijgt de nog resterende jeugdjaren van degene die drinkt uit een kelk zonder traan. Blackbeard zeilt naar Whitecap Bay, een plaats waar veel zeemeerminnen zitten. Er volgt een gevecht waarbij veel bemanningsleden om het leven komen. Zeemeerminnen trekken de zeemannen naar de bodem en verdrinken en verscheuren ze daar. Er is maar één zeemeermin gevangen, door de schuld van Philip Swift, een missionaris die dit eigenlijk niet bedoeld had. Later krijgt ze de naam Syrena. Vervolgens stuurt Blackbeard Jack eropuit om de kelken te stelen uit het schip van De León. Aan boord van het schip ontmoet hij Barbossa weer en blijkt dat de Spanjaarden hen voor zijn geweest.
Barbossa vertelt Jack dat Blackbeard verantwoordelijk is voor het verloren gaan van de Black Pearl en het feit dat Barbossa nu een houten been heeft. Blackbeard heeft op magische wijze de Black Pearl gekrompen en in een fles gestopt. Barbossa en Jack spannen samen om Blackbeard te verslaan. Ondertussen probeert Blackbeard Syrena, die verliefd geworden is op Philip, zover te krijgen dat ze hem een traan geeft. Nadat hij deze heeft bemachtigd, laat hij haar achter. Sparrow bemachtigt de kelken en gaat samen met Blackbeard naar de fontein, achtervolgd door Barbossa en de Spanjaarden.
Bij de fontein worden Blackbeard en zijn bemanning aangevallen door Barbossa en de Spanjaarden. Barbossa verwondt zowel Blackbeard als Angelica met een vergiftigd zwaard, steelt Blackbeards schip en vertrekt. Philip wordt in het gevecht ook dodelijk verwond, waarna Syrena hem meeneemt. Jack redt Angelica door haar uit de kelk met de traan te laten drinken en Blackbeard uit de andere kelk. Bang dat Angelica haar vaders dood zal willen wreken, laat Jack haar vervolgens achter op een eiland. Angelica zegt hem dat ze zwanger is van hem, maar omdat ze eerder heeft gezegd dat ze leugens als waarheid en waarheid als leugens gebruikt, gelooft Jack haar niet.
Jack ontmoet Gibbs, die alle gekrompen schepen van Blackbeards verzameling heeft weten te bemachtigen. Samen vertrekken ze in de hoop een manier te vinden om de Black Pearl weer normaal te krijgen.
Na de aftiteling is Angelica nog te zien op het eiland. De voodoopop van Jack Sparrow die Blackbeard gemaakt had, komt dan net aandrijven en Angelica pakt die pop.

## Rolverdeling
| Acteur                | Personage           | Opmerking                   |
| --------------------- | ------------------- | --------------------------- |
| Johnny Depp           | Jack Sparrow        | Kapitein*                   |
| Geoffrey Rush         | Hector Barbossa     | Kapitein*                   |
| Kevin McNally         | Joshamee Gibbs      | Dekbaas*                    |
| Penélope Cruz         | Angelica Teach      | Dochter van Blackbeard      |
| Àstrid Bergès-Frisbey | Syrena              | Zeemeermin                  |
| Ian McShane           | Blackbeard          | Kapitein                    |
| Keith Richards        | Kapitein Teague     | Jacks vader*                |
| Richard Griffiths     | Koning George II    | Koning van Groot-Brittannië |
| Damian O'Hare         | Gillette            | Luitenant*                  |
| Sam Claflin           | Philip              | Missionaris                 |
| Stephen Graham        | Scrum               |                             |
| Bronson Webb          | De kok              |                             |
| Richard Thomson       | Derrick             |                             |
| Christopher Fairbank  | Ezekiel             |                             |
| Paul Bazely           | Salaman             |                             |
| Sebastian Armesto     | Koning Ferdinand VI |                             |
| Yuki Matsuzaki        | Garheng             |                             |
| Juan Carlos Vellido   | Spaanse kapitein    |                             |

## Achtergrond

### Planning en bekendmaking
Op 11 september 2009 werd op de Disney D23 Expo de officiële titel bekendgemaakt voor een vierde film in de Pirates of the Caribbean-filmserie, en dat de plannen voor deze vierde film definitief zijn. Johnny Depp verscheen op het podium in de outfit van Jack Sparrow, wat bevestigde dat hij zijn rol uit de eerste drie films weer zou oppakken.
Tim Powers maakte bekend dat de film geïnspireerd zou worden op zijn boek, On Stranger Tides, nadat hij onderhandelingen over de filmrechten had gehad met Disney. Het verhaal van dit boek gaat over een piraat, genaamd Jack, die op zoek gaat naar de Fontein van de Eeuwige Jeugd. De werktitel van de film was dan ook eerst The Fountain of Youth.
Aan het einde van de derde film, Pirates of the Caribbean: At World's End, is te zien hoe Jack Sparrow een kaart van Kapitein Barbossa steelt, en op de kaart kijkt naar een symbool van Aqua de Vida, wat levenswater betekent. Dit is dus een referentie naar het verhaal van de vierde film.

### Acteurs en regisseur
Al voorafgaand aan de bekendmaking op 11 september 2009, waren er bevestigingen van acteurs uit de vorige Pirates of the Caribbean-films of ze wel of niet mee wilden doen in een vierde film.
Over de terugkomst van Johnny Depp kwamen toch weer twijfels, na het vertrek van Dick Cook, bestuurslid van de Walt Disney Studios. Toen er besloten werd over het figuur "Jack Sparrow", was Cook de enige die samen met Depp tot een overeenkomst kwam over het personage, en hem hierin steunde. Bij het ontslag van deze 'steun in de rug' twijfelde Depp of hij nu nog wel wil blijven, en zijn vertrouwen in de film was er ook op achteruitgegaan. Producer Jerry Bruckheimer gaf aan dat hij echter wel met Depp in onderhandeling zou gaan, om zijn terugkomst veilig te stellen; hij wilde niet dat de magie van de films verloren zou gaan. Uiteindelijk stemde Depp toe toch mee te werken aan de film.
Geoffrey Rush gaf aan dat hij graag terug zou keren in de vierde film als Kapitein "Hector" Barbossa. Pas in augustus 2010 werd zijn aanbod geaccepteerd. Rush speelt de kapitein die nu in dienst van de Engelsen is.
Gore Verbinski, regisseur van de eerste drie films, wilde niet terugkeren vanwege eerdere ervaringen met slechte organisaties omtrent de scripts. Dit maakte hij al bekend voordat er überhaupt sprake was van plannen voor een vierde film. Actrice Keira Knightley gaf aan niet meer terug te willen keren als Elizabeth Swann. Ze wilde ook nog tijd hebben om andere projecten te doen, hoewel ze het een avontuur vond dat ze nooit had willen missen. Acteur Orlando Bloom liet eveneens weten niet meer te willen terugkeren als zijn rol Will Turner. Verder gaf Mackenzie Crook verstek als piraat Ragetti.
Behalve bekende gezichten uit de vorige drie films, introduceerde de vierde film een aantal nieuwe personages. Penélope Cruz speelt de rol van Angelica, de dochter van Blackbeard. Ian McShane nam de rol van Blackbeard zelf op zich. De Franse actrice Àstrid Bergès-Frisbey werd gekozen voor de belangrijke rol van Syrena, een zeemeermin die op het pad komt van Captain Jack Sparrow.
Een nieuwe regisseur werd gevonden in Rob Marshall.

### Productie
Het script voor de film is geschreven door Ted Elliott en Terry Rossio, die ook de scripten van de vorige drie delen hadden geschreven.
De producers moesten het voor deze vierde film stellen met een budget van 150 miljoen dollar; amper de helft van het budget van de derde film. Om de kosten te drukken vonden de opnames grotendeels plaats in Hawaï op de eilanden Kauai en Oahu, omdat de belasting hier lager was. De opnames hier vonden plaats tussen 14 juni 2010 en 19 november 2010. In augustus 2010 werd de productie verplaatst naar Californië. Verder vonden er opnames plaats in de Pinewood Studios in Londen.

### Filmmuziek
Op 25 januari 2011 maakte Eric Whitacre, een Amerikaanse componist, bekend dat hij en Hans Zimmer weer voor de filmmuziek zouden zorgen.
Op 22 februari werd aangekondigd dat Hans Zimmer voor de muziek zou samenwerken met Rodrigo y Gabriela, een Mexicaans gitaarduo. Het muziekalbum kwam uit op 17 mei, drie dagen voor de première in de VS.

#### Nummers
1. Guilty of Being Innocent of Being Jack Sparrow (1:42)
2. Angelica (feat. Rodrigo y Gabriela) (4:17)
3. Mutiny (2:48)
4. The Pirate That Should Not Be (3:55)
5. Mermaids (8:05)
6. South of Heaven's Chanting Mermaids (5:48)
7. Palm Tree Escape (feat. Rodrigo y Gabriela) (3:06)
8. Blackbeard (5:05)
9. Angry and Dead Again (5:33)
10. On Stranger Tides (2:44)
11. End Credits (1:59)

#### Bonusnummers
12. Guilty of Being Innocent of Being Jack Sparrow (Remixed By Dj Earworm) (2:45)
13. Angelica (Grant Us Peace Remix) (Remixed By Ki:Theory) (3:08)
14. The Pirate That Should Not Be (Remixed By Photek) (6:26)
15. Blackbeard (Remixed By Super Mash Bros & Thieves) (5:26)
16. South of Heaven's Chanting Mermaids (Remixed By Paper Diamond) (3:32)
17. Palm Tree Escape (Remixed By Adam Freeland) (5:28)
18.Angry and Dead Again (Remixed By Static Revenger) (5:49)

#### Hitnoteringen
Op 21 mei 2011 kwam het album in zowel de Nederlandse Album Top 100 als de Vlaamse Ultratop 100 Albumlijst binnen.

##### NederlandseAlbum Top 100
| Hitnotering: 21-05-2011 | Hitnotering: 21-05-2011 | Hitnotering: 21-05-2011 |
| Week:                   | 1                       |                         |
| ----------------------- | ----------------------- | ----------------------- |
| Positie:                | 76                      | uit                     |

##### VlaamseUltratop 100Albums
| Hitnotering: 21-05-2011 t/m 18-06-2011 | Hitnotering: 21-05-2011 t/m 18-06-2011 | Hitnotering: 21-05-2011 t/m 18-06-2011 | Hitnotering: 21-05-2011 t/m 18-06-2011 | Hitnotering: 21-05-2011 t/m 18-06-2011 | Hitnotering: 21-05-2011 t/m 18-06-2011 | Hitnotering: 21-05-2011 t/m 18-06-2011 |
| Week:                                  | 1                                      | 2                                      | 3                                      | 4                                      | 5                                      |                                        |
| -------------------------------------- | -------------------------------------- | -------------------------------------- | -------------------------------------- | -------------------------------------- | -------------------------------------- | -------------------------------------- |
| Positie:                               | 65                                     | 43                                     | 49                                     | 65                                     | 89                                     | uit                                    |

## Ontvangst
Pirates of the Caribbean: On Stranger Tides had in 2011 wereldwijd ongeveer $862,4 miljoen opgebracht. Door critici werd de film met gemengde reacties ontvangen. Op Rotten Tomatoes gaf 34% van de recensenten de film een goede beoordeling. Een veelgehoord punt van kritiek is dat de film in vergelijking met zijn voorgangers kort zou zijn en een minder sterke plot zou hebben.

## Vervolg
Op 11 mei 2017 kwam het vijfde deel van de franchise uit: Pirates of the Caribbean: Dead Men Tell No Tales ofwel Salazar's Revenge. Johnny Depp nam zijn rol van Jack Sparrow terug op zich. De film werd geregisseerd door Joachim Ronning en Espen Sandberg.